# Genius (mytologie)

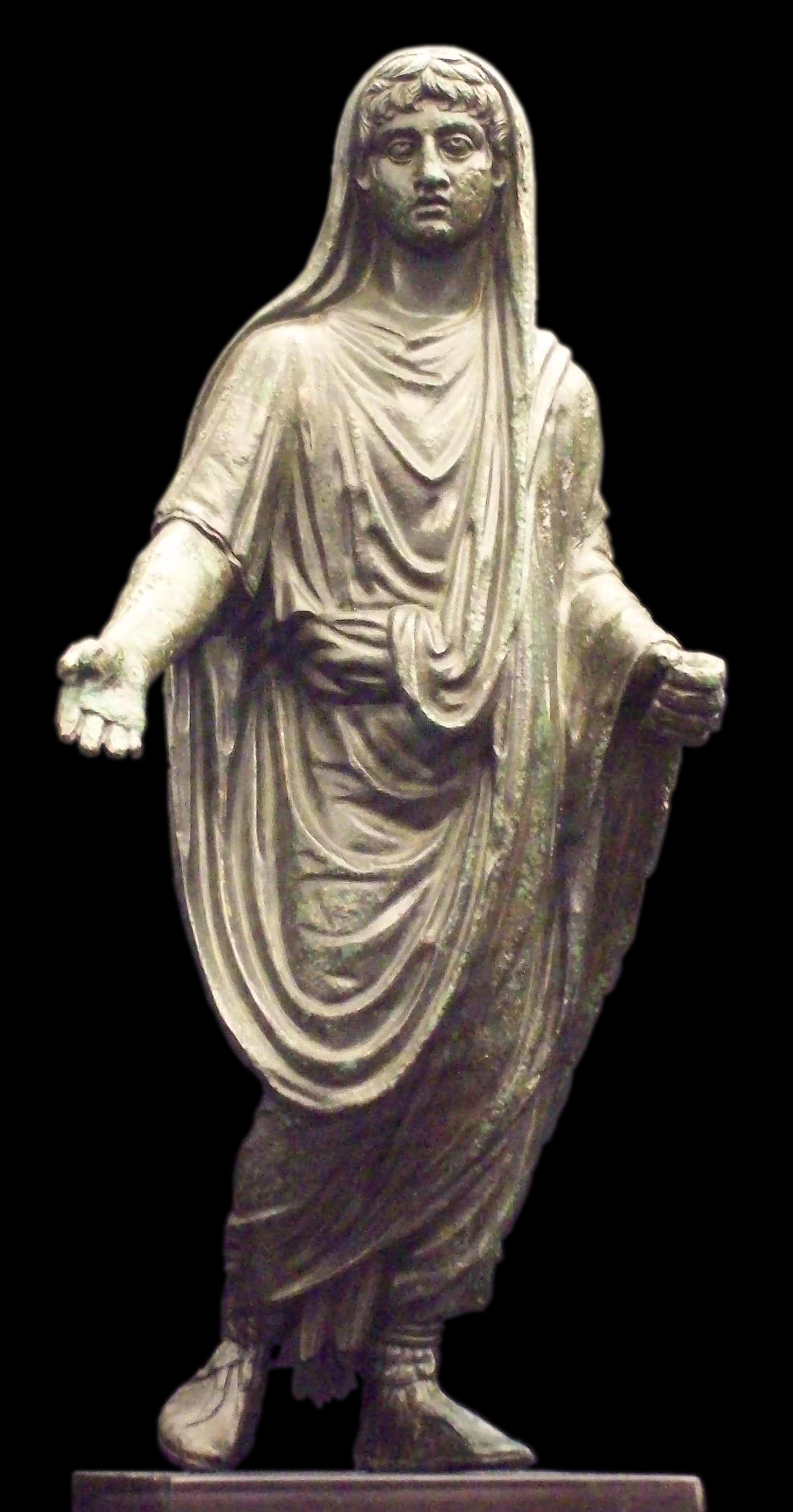
Socha genia jako pater familias, bronz, cca 1–50 n. l.

Genius „ploditel“ (plurál geniī) je v římském náboženství ochranné božstvo či zvláštní součást jedince či místa. Podobají se mu penáti, jimž obětoval pouze otec rodiny, a larové, mimo římský kontext pak řecký daimón, severská fylgja, hinduistický dévata nebo křesťanský anděl strážný.

## Vývoj
Nejstarší doklady hovoří o geniovi v domácím kultu. Svého genia měl každý pater familias – otec rodiny, podobně jako mater familias – matka rodiny, měla svou junonu. Genius, případně i junona, nejspíše představoval ztělesnění moc rodiny či rodu a jejich plodivou sílu. Geniové a junony mrtvých lidí nejsou zmiňováni a lze předpokládat že po smrti svých nositelů přecházely na dalšího otce, respektive matku, rodiny.
Později, pod vlivem růstu individualismu a řecké představy daimóna, počal být genius chápán jako ztělesnění tužeb a přání jedince. Dalším vývojem se přiblížil vyššímu já či strážnému andělovi, Horatius v 1. století př. n. l. tvrdil že genius je tím co činí jedince odlišným od ostatních a že se rodí a umírá s člověkem. Některé nápisy však hovoří o geniech mrtvého člověka, podle jiných zdrojů žijí geniové mrtvých osob s ostatními svého druhu či přebývají na hrobech zemřelého.

## Kult a ikonografie
Člověk svého genia uctíval především o narozeninách, kdy mu bylo obětoval, především kadidlo, víno, květiny a plástve medu podle počtu odžitých let. Kromě toho byl genius uctíván také při různých oslavách a hostinách. Z těchto praktik vznikla fráze indulgere Genio „potěšit genia“ protože se věřilo že pokud je člověk šťastný a veselý tak je šťastný i jeho genius. Na genia šla také složit velmi závažná přísaha. Od raného císařství začal být uctíván genius císaře, nejdříve Augustův jako Genius Augusti, a to na příkaz senátu roku 30 úlitbou vína, později byl obětován býk.
Geniové byli zobrazováni jako hadi pojídající z misky obětované ovoce nebo jako obětující mladíci se zastřenou hlavou, miskou a rohem hojnosti v rukou.

## Formy
Kromě geniů osob byly známi také geniové míst, společenství, měst, krajů, národů nebo dokonce božstev, například:
- genius loci „genius místa“, konkrétně například lázní – genius balneorum
- genius populi Romani – genius římského lidu, genius urbis Romae – genius města Říma
- genius Imperatoris – genius císaře
- geniové vojenských jednotek, obchodnických cechů, atd.